# جان بيترسن (مؤرخ)
جان بيترسن (بالنرويجية البوكمول: Jan Greve Thaulow Petersen)‏ هو عالم آثار ومؤرخ نرويجي، ولد في 1887 في تروندهايم في النرويج، وتوفي في 1967.